# The Upshaws
The Upshaws är en amerikansk familje- och komediserie från 2022 vars första säsong hade premiär på Netflix den 12 maj 2021. Serien är skapad av Regina Y. Hicks och Wanda Sykes. Seriens fjärde säsong säsong hade premiär på Netflix den 17 augusti 2023.
Serien har blivit förnyad med en femte och en sjätte säsong.

## Handling
Serien kretsar kring den afroamerikansk arbetarklassfamiljen, Upshaw, som gör vad de kan för att skapa sig ett bättre liv samtidigt tvingas de kämpa för att få ihop vardagspusslet.

## Rollista (i urval)
- Mike Epps - Bernard "Bennie" Upshaw Sr.
- Kim Fields - Regina Upshaw
- Wanda Sykes - Lucretia Turner
- Diamond Lyons - Kelvin Upshaw
- Khali Spraggins - Aaliyah Upshaw
- Page Kennedy - Duck.
- Jermelle Simon - Bernard Upshaw Jr.
- Gabrielle Dennis - Tasha Lewis
- Journey Christine - Maya Upshaw

- Mike Estime - Tony
- Dayna Dooley - Sheila
- Daria Johns - Savannah